# Märkischer Dichtergarten
Märkischer Dichtergarten ist eine Buchreihe mit Werken von Dichtern und Dichterinnen des 18. und 19. Jahrhunderts aus der Mark Brandenburg und Berlin. Sie wurde von Günter de Bruyn und Gerhard Wolf begründet und erschien  in den Jahren von 1980 bis 1997.

## Geschichte
Im November 1976 entschlossen sich die Schriftsteller Günter de Bruyn und Gerhard Wolf kurz nach der Biermann-Ausbürgerung, sich verstärkt historischen Dichtern der Mark Brandenburg zuzuwenden, da die Bedingungen für die Publikation aktueller zeitkritischer Literatur in der DDR ungünstig seien:

„In jener Nacht (...) war beim Abschied von Christa und Gerhard Wolf galgenhumorig davon die Rede, daß unsere Romane mit Gegenwartsstoffen künftig bei der Zensur keine Chancen mehr haben würden, und ich äußerte leichtfertig: Das macht mir wenig aus. Um diese Eiszeit erleben zu können, würde ich mich ins Märkische und Historische begeben, zu mißachteten oder vergessenen Dichtern, wie Schmidt von Werneuchen zum Beispiel oder Fouqué. Da Gerhard Wolf mir darauf sofort mit dem Hofpoeten Friedrichs I. und mit der Karschin antworten konnte, wurde beim Anziehen der Mäntel lachend erwogen, Christa weiterhin ihre anstoßerregende Kunst machen lassen, während wir mit der Neuherausgabe berlinisch-brandenburgischer Dichter das lebensnotwendige Kleingeld besorgen würden, mit einem Standbein sozusagen im märkischen Sand. Das war die erste Erwähnung der Reihe, die uns zehn Jahre etwa beschäftigen sollte und zu der Gerhard Wolf (...) wenig später den Reihentitel 'Märkischer Dichtergarten' erfand.“

1980 erschienen die ersten Bände im Berliner Buchverlag Der Morgen, die meisten kurz danach auch als Lizenzausgaben im Fischer Taschenbuch Verlag.
Veröffentlicht wurden Texte von bekannten und weniger bekannten brandenburgischen Autoren, einige zum ersten Mal. Ergänzt wurden sie durch einen ausführlichen Anhang mit historischen und literarischen Erklärungen und teilweise mit einem Essay über Leben und Werk des Dichters. Die Bände wurden als gebundene Ausgaben  in Ganzleinen herausgegeben und meist mit Illustrationen moderner Grafiker versehen.
Die Reihe Märkischer Dichtergarten leistete auch einen wichtigen Beitrag zur Neurezeption der literarischen Romantik in der DDR.

„So wurde aus einer schönen Buchreihe, dem noch in der DDR-Zeit erschienenen „Märkischen Dichtergarten“ (...), und etlichen Einzelstudien, etwa dem Buch zu den Finckensteins in Madlitz von 1997, eine große Synthese über Berlins Kunstepoche zwischen 1786 und 1815.“

Ab 1990 erschienen weitere Bände, herausgegeben von Günter de Bruyn und neuen Autoren, im selben Verlag, der nun Morgenbuch Verlag hieß, bis 1997.

## Bände
Der Märkische Dichtergarten enthält 21 Bände mit Prosa, Gedichten, Dramen und Briefen von Dichtern in der Mark Brandenburg aus dem 18. und 19. Jahrhundert.
- Friedrich de la Motte Fouqué: Ritter und Geister, Erzählungen, 1980, herausgegeben von Günter de Bruyn
- Und grüß mich nicht Unter den Linden. Heine in Berlin. Gedichte und Prosa, 1980, herausgegeben von Gerhard Wolf
- Friedrich Wilhelm August Schmidt: Einfalt und Natur, Gedichte, 1981, herausgegeben von Günter de Bruyn
- Anna Louisa Karschin: O, mir entwischt nicht, was die Menschen fühlen, Gedichte, Briefe, 1981, herausgegeben von Gerhard Wolf
- Ewald Christian von Kleist: Ihn foltert Schwermut, weil er lebt, Gedichte, Prosa, Stücke, Briefe, 1982, herausgegeben von Gerhard Wolf
- Christoph Friedrich Nicolai: Vertraute Briefe von Adelheid B. an ihre Freundin Julie S., Roman, Werther-Parodien, Rezensionen, Schmähungen, 1982, herausgegeben von Günter de Bruyn
- Achim von Arnim: Mir ist zu licht zum Schlafen, Gedichte, Prosa, Stücke, Briefe, 1983, herausgegeben von Gerhard Wolf
- Ludwig Tieck: Die männliche Mutter und andere Liebes-,Lebens-, Spott- und Schauergeschichten, Erzählungen, 1983, herausgegeben von Günter de Bruyn
- Bettina von Arnim: Die Sehnsucht hat allemal Recht, Gedichte, Prosa, Briefe, 1984, herausgegeben von Gerhard Wolf
- Rahels erste Liebe. Rahel Levin und Karl Graf von Finckenstein in ihren Briefen, 1985, herausgegeben von Günter de Bruyn; 2. Auflage 1998
- Gotthold Ephraim Lessing: Die Ehre hat mich nie gesucht, Gedichte, Prosa, Briefe, Stücke, 1985, herausgegeben von Gerhard Wolf
- E.T.A. Hoffmann: Gespenster in der Friedrichstraße, Erzählungen, 1986, herausgegeben von Günter de Bruyn; 2. Auflage 1996
- Fanny Lewald: Freiheit des Herzens, Lebensgeschichte, Briefe, Erinnerungen, 1987, herausgegeben von Gerhard Wolf
- Theodor Fontane: Die schönsten Wanderungen durch die Mark Brandenburg. 1988, herausgegeben von Günter de Bruyn; 4. Auflage 1994
- Rückwärts gehn die Krebse gern, vorwärts eilt die Zeit, Berliner Biedermeier in Vers und Prosa, 1988, herausgegeben von Gerhard Wolf
- Friedrich August Ludwig von der Marwitz: Nachrichten aus meinem Leben, Berlin 1989, herausgegeben von Günter de Bruyn
- Friedrichshagen und seine Dichter. Arkadien in Preußen, Berlin 1992, herausgegeben von Günter de Bruyn
- Peter Hille: Der Bohemien von Schlachtensee, 1994, herausgegeben von Günter Albrecht
- Karl Gutzkow: Berlin – Panorama einer Residenzstadt, 1995, herausgegeben von Wolfgang Rasch
- Moritz Heimann: Die Mark, wo sie am märkischsten ist. Novellen und Betrachtungen, Berlin 1996, herausgegeben von Günter de Bruyn
- Heinrich Seidel: Zwischen City und Idyll. Berlinische Miniaturen, 1997, herausgegeben von Jürgen Jahn